# Zmarli w czerwcu 2022

## Czerwiec 2022
- 30 czerwca
  - Rolando Andaya, Jr. – filipiński polityk i prawnik[1]
  - Heronim Olenderek – polski leśnik i geodeta, prof. dr hab.[2]
  - Muriel Phillips – amerykańska pielęgniarka wojskowa, autorka wspomnień z II wojny światowej[3]
  - Dmitrij Stiopuszkin – rosyjski bobsleista[4]
  - Vladimir Zelenko – amerykański lekarz ukraińskiego pochodzenia, znany z propagowania teorii spiskowych dot. COVID-19[5]
  - Kazimierz Zimny – polski lekkoatleta, medalista olimpijski (1960)[6]
- 29 czerwca
  - Sonny Barger – amerykański motocyklista związany z Hells Angels, aktor i pisarz[7]
  - Aleksander Borowicz – polski działacz państwowy i ekonomista, podsekretarz stanu w Urzędzie Rady Ministrów (1988–1989)[8]
  - Eeles Landström – fiński lekkoatleta i polityk, medalista olimpijski (1960)[9]
  - Yehuda Meshi Zahav – izraelski działacz społeczny i pisarz[10]
  - Miklós Szabó – węgierski lekkoatleta, długodystansowiec[11]
  - Maciej Tomaszewski – polski lekarz, żołnierz Armii Krajowej i Wojska Polskiego[12]
  - Hershel W. Williams – amerykański oficer US Marine Corps, odznaczony Medalem Honoru za udział w bitwie o Iwo Jimę[13]
- 28 czerwca
  - Cüneyt Arkın – turecki aktor[14]
  - Martin Bangemann – niemiecki polityk i prawnik, minister gospodarki (1984–1988), członek Komisji Europejskiej (1989–1999), eurodeputowany[15]
  - Massimo Consolati – włoski bokser[16]
  - Deborah James – brytyjska dziennikarka, dama Orderu Imperium Brytyjskiego[17]
  - Hiszam Rustum – tunezyjski aktor[18]
  - Varinder Singh – indyjski hokeista na trawie, medalista olimpijski (1972)[19]
  - Rolf Skoglund – szwedzki aktor[20]
- 27 czerwca
  - Alicja Kurnatowska – polska lekarz ginekolog, parazytolog, prof. dr hab.[21]
  - Renato Ascencio León – meksykański duchowny rzymskokatolicki, biskup Ciudad Juárez (1994–2014)[22]
  - Fina García Marruz(inne języki) – kubańska poetka[23]
  - Daniel Quevedo – argentyński piłkarz[24]
  - Mats Traat – estoński pisarz, scenarzysta, tłumacz[25]
  - Joe Turkel – amerykański aktor[26]
- 26 czerwca
  - Thue Christiansen – grenlandzki polityk, nauczyciel i artysta, znany jako projektant flagi Grenlandii[27]
  - Margaret Keane – amerykańska artystka[28]
  - Jerzy Kopa – polski piłkarz, trener i działacz piłkarski[29]
  - Raffaele La Capria(inne języki) – włoski pisarz i scenarzysta[30]
  - Konrad Łatacha – polski aktor[31]
  - Mary Mara – amerykańska aktorka[32]
  - Frank Moorhouse – australijski pisarz[33]
  - Adam Nowotnik – polski ekonomista i polityk, minister-kierownik Urzędu Gospodarki Morskiej (1985–1987)[34]
  - Frank Williams – angielski aktor[35]
- 25 czerwca
  - Javier Cárdenas – meksykański piłkarz[36]
  - Sam Gilliam – amerykański artysta wizualny[37]
  - Alberto Gurrola – meksykański piłkarz[38]
  - Karel Meloun – czeski rzeźbiarz[39]
  - Wojciech Siwek – polski działacz i menadżer muzyczny, popularyzator jazzu[40]
  - Raul Tammet – estoński aktor i reżyser[41]
  - Konstandinos Tzumas – grecki aktor[42]
  - Bernhard Wessel – niemiecki piłkarz[43]
  - Zygmunt Wielogórski – polski polityk i samorządowiec, wojewoda siedlecki (1994–1997), starosta siedlecki (2006–2015)[44]
  - Osman Wöber – turecki aktor[45]
- 24 czerwca
  - Branko Bubić – chorwacki i jugosłowiański piłkarz i trener[46]
  - Alexis Díaz de Villegas – kubański aktor i reżyser[47]
  - Finn Dossing – duński piłkarz[48]
  - Neil Chandler – australijski piłkarz[49]
  - Ulf Lönnqvist – szwedzki polityk i działacz sportowy, minister bez teki (1986–1988) i mieszkalnictwa (1988–1991)[50]
  - Maria Nichiforov – rumuńska kajakarka[51]
  - Raimohan Parida – indyjski aktor[52]
  - Zhang Sizhi – chiński prawnik, obrońca praw człowieka[53]
- 23 czerwca
  - Stien Baas-Kaiser – holenderska łyżwiarka szybka, mistrzyni olimpijska (1972)[54]
  - Bogdan Krysiewicz – polski związkowiec i urzędnik, poseł na Sejm II kadencji (1993–1997)[55]
  - Vjosa Berisha – kosowska reżyserka, dyrektorka Festiwalu Filmowego w Prisztinie[56]
  - Ernane Galvêas – brazylijski ekonomista, prezes Centralnego Banku Brazylii (1968–1974, 1979–1980), minister gospodarki (1980–1985)[57]
  - Ernst Jacobi – niemiecki aktor[58]
  - Rima Melati – indonezyjska aktorka i piosenkarka[59]
  - Massimo Morante – włoski gitarzysta, wokalista i kompozytor; muzyk progrockowego zespołu Goblin[60]
  - Tommy Morgan – amerykański harmonijkarz[61]
  - Vasilije Radikić – serbski pisarz i krytyk literacki[62]
  - Paula Stafford – australijska projektantka mody[63]
  - Jurij Szatunow – rosyjski piosenkarz, wokalista zespołu Łaskowyj Maj[64]
  - Mahmut Ustaosmanoğlu – turecki imam[65]
  - Krzysztof Wrocławski – polski slawista, prof. dr hab.[66]
- 22 czerwca
  - Xhevdet Bajraj – kosowski poeta i scenarzysta[67]
  - Józef Baszak – polski ekonomista, działacz społeczny[68]
  - Marilu Bueno – brazylijska aktorka[69]
  - Yves Coppens – francuski antropolog i paleontolog[70]
  - Paulo Diniz – brazylijski piosenkarz[71]
  - Danuza Leão – brazylijska aktorka i modelka[72]
  - Jonny Nilsson – szwedzki łyżwiarz szybki, mistrz olimpijski (1964)[73]
  - Gerd Grønvold Saue – norweska pisarka i dziennikarka[74]
  - Jacek Taraszkiewicz – polski historyk, specjalista historii oświaty i wychowania okresu staropolskiego[75][76]
  - Jüri Tarmak – estoński i radziecki lekkoatleta, mistrz olimpijski (1972)[77]
- 21 czerwca
  - Patrizia Cavalli – włoska poetka[78]
  - Pedro Gallina – argentyński piłkarz[79]
  - Tadeusz Gołębiewski – polski przedsiębiorca, założyciel Hotelu Gołębiewski[80]
  - Duncan Henderson – amerykański producent filmowy[81]
  - Natalia Madejczyk – polska tancerka[82]
  - James Rado – amerykański aktor, reżyser, dramaturg i kompozytor; współautor musicalu Hair[83]
  - Ancelin Roseti – rumuński poeta[84]
  - Dragan Tomić – serbski polityk i inżynier, przewodniczący Zgromadzenia Narodowego (1994–2001), p.o. prezydenta Serbii (1997)[85]
  - Polycarpose Zacharias – indyjski duchowny Malankarskiego Syryjskiego Kościoła Ortodoksyjnego, metropolita[86]
- 20 czerwca
  - Regimantas Adomaitis – radziecki i litewski aktor teatralny i filmowy[87]
  - Sture Allén – szwedzki profesor lingwistyki komputerowej na Uniwersytecie w Göteborgu, sekretarz Akademii Szwedzkiej (1986–1999)[88]
  - Tadeusz Bielicki – polski antropolog, profesor nauk przyrodniczych[89]
  - Stefan Geosits – austriacki duchowny, tłumacz i historyk pochodzenia chorwackiego[90]
  - Colin Grainger – angielski piłkarz, reprezentant kraju[91]
  - Janusz Kępski – polski kompozytor[92]
  - Marina Marfoglia – włoska aktorka[93]
  - Eldar Salayev – azerski lekarz, prezes Azerbejdżańskiej Akademii Nauk (1983–1997)[94]
  - Caleb Swanigan – amerykański koszykarz[95]
  - Michał Szymborski – polski działacz partyjny i państwowy, wiceprezydent Warszawy i wicewojewoda warszawski (1978–1990)[96]
  - Józef Walaszczyk – polski przedsiębiorca, Sprawiedliwy wśród Narodów Świata[97]
  - Dobrin Weliczkow – bułgarski kolarz szosowy[98]
  - Krzysztof Żurek – polski dziennikarz radiowy oraz lektor[99]
- 19 czerwca
  - Giennadij Burbulis – rosyjski polityk i filozof, wicepremier (1991–1992)[100]
  - Uffe Ellemann-Jensen – duński polityk i ekonomista, przewodniczący Venstre (1984–1998), minister spraw zagranicznych (1982–1993)[101]
  - Leonie Kotelawala – lankijska aktorka[102]
  - Kazimierz Obsadny – polski przedsiębiorca i samorządowiec, działacz związkowy i opozycyjny w PRL[103]
  - Carol Raye – australijska aktorka[104]
  - Jim Schwall – amerykański gitarzysta bluesowy[105]
  - Hakija Topić – bośniacki operator filmowy[106]
  - Thalis Tsirimokos – grecki piłkarz[107]
  - Brett Tuggle – amerykański klawiszowiec, członek m.in. zespołu Fleetwood Mac[108]
- 18 czerwca
  - Giorgio Barbolini – włoski piłkarz[109]
  - Iulia Buciuceanu – rumuńska śpiewaczka operowa, mezzosopran[110]
  - Constantin Eftimescu – rumuński piłkarz[111]
  - René-Nicolas Ehni – francuski pisarz i dramaturg[112]
  - Marie-Rose Gaillard – belgijska kolarka szosowa[113]
  - Adibah Noor – malezyjska piosenkarka i aktorka[114]
  - Ilka Soares – brazylijska aktorka[115]
- 17 czerwca
  - Müzamil Abdullayev – azerski polityk i inżynier rolnictwa, minister rolnictwa (1993–1994)[116]
  - Flavio Carraro – włoski duchowny rzymskokatolicki, biskup Werony (1998–2007)[117]
  - Hisham Henedy – jordański aktor[118]
  - Bruno Pedron – włoski duchowny rzymskokatolicki, biskup Ji-Paraná w Brazylii (2007–2019)[119]
  - Marlenka Stupica – słoweńska ilustratorka, malarka[120]
  - Nicole Tomczak-Jaegermann – polsko-kanadyjska matematyk, specjalizująca się w analizie funkcjonalnej[121]
  - Jean-Louis Trintignant – francuski aktor[122]
  - Valentin Uritescu – rumuński aktor[123]
- 16 czerwca
  - Steinar Amundsen – norweski kajakarz[124]
  - Maria Lúcia Dahl – brazylijska aktorka[125]
  - Grażyna Dziedzic – polska działaczka samorządowa, prezydent Rudy Śląskiej (2010–2022)[126]
  - Jurij Fiedotow – rosyjski dyplomata, ambasador Rosji w Wielkiej Brytanii (2005–2010), dyrektor UNODC (2010–2019)[127]
  - José Pablo García Castany – hiszpański piłkarz[128]
  - Anna Grzeszczak-Hutek – polska aktorka[129]
  - Ivonne Haza – dominikańska śpiewaczka operowa, sopran[130]
  - Antonio Montero Moreno – hiszpański duchowny rzymskokatolicki, biskup Badajoz (1980–1994), arcybiskup Mérida-Badajoz (1994–2004)[131]
  - Don Neely – nowozelandzki zawodnik i historyk krykieta, działacz sportowy[132]
  - Tim Sale – amerykański twórca komiksów[133]
  - Tyler Sanders – amerykański aktor[134]
  - Peter Scott-Morgan – brytyjski inżynier i teoretyk zarządzania, znany jako „ludzki cyborg”[135]
  - Glen Trotiner – amerykański reżyser, producent filmowy i aktor[136]
  - Zygmunt Wieczorek – polski fotoreporter prasowy[137][138]
- 15 czerwca
  - Maureen Arthur – amerykańska aktorka[139]
  - Cho Min-ho – południowokoreański hokeista[140]
  - Jerzy Jackl – polski historyk literatury i teatrolog, członek opozycji demokratycznej w PRL[141]
  - Jan Klijnjan – holenderski piłkarz[142]
  - Osman Kraja – albański matematyk i dyplomata, rektor Uniwersytetu Tirańskiego (1981-1988), ambasador Albanii w Polsce (1997–2002)[143]
  - Wasilis Maluchos – grecki aktor[144]
  - José Prieto – hiszpański piłkarz[145]
  - Sikota Wina – zambijski polityk, kilkukrotny minister[146]
- 14 czerwca
  - Bill Ashurst – angielski rugbysta[147]
  - Rodrigo Orlando Cabrera Cuéllar – salwadorski duchowny rzymskokatolicki, biskup Santiago de María (1983–2016)[148]
  - Henryk Górski – polski działacz i animator życia muzycznego[149]
  - Dalimil Klapka – czeski aktor[150]
  - Aleksander Mackiewicz – polski ekonomista i polityk, minister rynku wewnętrznego (1989–1991), przewodniczący Stronnictwa Demokratycznego (1990–1991)[151]
  - Gabino Díaz Merchán – hiszpański duchowny rzymskokatolicki, biskup Guadix (1965–1969), arcybiskup Oviedo (1969–2002)[152]
  - Ondrej Rigo – słowacki seryjny morderca[153]
  - Tadeusz Sikora – polski dziennikarz, poeta, kompozytor i pieśniarz[154]
  - Władimir Stiepanow – rosyjski polityk i dyplomata, ambasador ZSRR w Finlandii (1973–1979), I sekretarz KO KPZR w Karelskiej Autonomicznej SRR (1984–1989)[155]
  - Julieta Vallina – argentyńska aktorka[156]
  - Joel Whitburn – amerykański pisarz, historyk, dokumentalista i statystyk muzyki[157]
  - Davie Wilson – szkocki piłkarz i trener[158]
- 13 czerwca
  - Franklin Anangonó – ekwadorski piłkarz i trener[159]
  - Noel Campbell – irlandzki piłkarz, trener[160]
  - Hari Chand – indyjski lekkoatleta, biegacz[161]
  - Henri Garcin – belgijski aktor[162]
  - Marina Lambraki-Plaka – grecka historyczka i archeolog[163]
  - Anatolij Michajłow – rosyjski lekkoatleta, płotkarz[164]
  - Akeem Omolade – nigeryjski piłkarz[165]
  - Carlos Ortiz – portorykański bokser[166]
  - Tadeusz Płusa – polski lekarz internista i alergolog, prof. dr hab.[167]
  - Rolando Serrano – kolumbijski piłkarz, reprezentant kraju[168]
- 12 czerwca
  - Phil Bennett – walijski rugbysta, reprezentant kraju[169]
  - Tadeusz Bierowski – polski samorządowiec, burmistrz Kowar (1998–2002)[170]
  - Roman Bunka – niemiecki gitarzysta i kompozytor[171]
  - Sylvie Granger – francuska historyczka[172]
  - Philip Baker Hall – amerykański aktor[173]
  - Vello Lään – estoński pisarz i dziennikarz sportowy[174]
  - Věslav Michalik – czeski polityk[175]
  - Dawit Nega – etiopski piosenkarz i muzyk[176]
  - Lukša Poklepović – chorwacki piłkarz[177]
- 11 czerwca
  - Bernd Bransch – niemiecki piłkarz[178]
  - Stanislav Fišer – czeski aktor[179]
  - Tarek Al-Ghoussein – kuwejcki artysta wizualny[180]
  - Amb Osayomore Joseph – nigeryjski muzyk, związany z ruchem Highlife[181]
  - Cezariusz Kalinowski – polski inżynier i działacz samorządowy, przewodniczący Miejskiej Rady Narodowej w Legionowie (1981–1990)[182]
  - Ravi Paranjape – indyjski malarz i ilustrator[183]
  - Lumnije Pelinku – albańska siatkarka[184]
  - Peter Reusse – niemiecki aktor[185]
- 10 czerwca
  - Jean-Jacques Barthe – francuski polityk komunistyczny, deputowany, mer Calais[186]
  - Billel Benhammouda – algierski piłkarz[187]
  - Billy Bingham – północnoirlandzki piłkarz i trener[188]
  - Tadeusz Haładaj – polski polityk, szef Związku Socjalistycznej Młodzieży Wiejskiej (1972–1975), poseł na Sejm VI i VIII kadencji (1972–1976, 1980–1985), I sekretarz KW PZPR w Tarnobrzegu (1976–1982)[189]
  - Viliami Hingano – tongijski polityk, deputowany i minister[190]
  - Bobby Hope – szkocki piłkarz[191]
  - Antonio La Forgia – włoski polityk i samorządowiec, prezydent Emilii-Romanii (1996–1999)[192]
  - Kazimierz Rynkowski – polski prawnik i polityk, prezydent Gdańska (1981–1989)[193]
  - Dariusz Skowroński – polski menedżer, wiceminister infrastruktury (2003–2004)[194]
  - Sotirios – grecki duchowny prawosławny, biskup, metropolita Korei[195]
  - Jorge Spedaletti – chilijski piłkarz, pochodzenia argentyńskiego[196]
  - Aarno Turpeinen – fiński piłkarz, reprezentant kraju[197]
- 9 czerwca
  - Aloísio Sinésio Bohn – brazylijski duchowny katolicki, biskup Santa Cruz do Sul (1986–2010)[198]
  - Giuseppe Brizi – włoski piłkarz i trener[199]
  - Julee Cruise – amerykańska aktorka i piosenkarka[200]
  - Ljubodrag Janković – serbski malarz[201]
  - Biruta Lewaszkiewicz-Petrykowska – polska prawniczka, prof. dr hab.[202]
  - Oleg Moliboga – radziecki siatkarz, mistrz olimpijski (1980)[203]
  - Dario Parisini – włoski gitarzysta, kompozytor i aktor[204]
  - Grażyna Roman-Dobrowolska – polska rzeźbiarka[205]
  - Tadeusz Szczygieł – polski generał brygady, funkcjonariusz Służba Bezpieczeństwa[206]
  - Matt Zimmerman – kanadyjski aktor[207]
- 8 czerwca
  - Aurora Altisent – katalońska malarka i rzeźbiarka[208]
  - Costică Dafinoiu – rumuński bokser, medalista olimpijski (1976)[209]
  - Tarhan Erdem – turecki polityk, minister przemysłu i technologii (1977), sekretarz generalny Republikańskiej Partii Ludowej[210]
  - Mladen Frančić – chorwacki piłkarz i trener[211]
  - Władimir Jegorow – rosyjski admirał i polityk, dowódca Floty Bałtyckiej, gubernator obwodu królewieckiego (2000–2005)[212]
  - Julio Jiménez – hiszpański kolarz szosowy[213]
  - David Lloyd-Jones – brytyjski dyrygent[214]
  - Fernando Pinto Monteiro – portugalski prawnik, prokurator generalny Portugalii (2006–2012)[215]
  - Romeo Morri – sanmaryński polityk, deputowany, kapitan regent (1992–1993)[216]
  - Paula Rego – portugalska malarka[217]
- 7 czerwca
  - Aleksander „Big Scythe” Kosowski – polski raper[218]
  - Henryk Drozdowski – polski fizyk doświadczalny, dr hab.[219]
  - Trudy Haynes – amerykańska prezenterka telewizyjna i radiowa[220]
  - Jan Kondratowicz – polski artysta malarz, profesor sztuk plastycznych[221]
  - Keijo Korhonen – fiński historyk i dyplomata, minister spraw zagranicznych (1976–1977), kandydat w wyborach prezydenckich w 1994[222]
  - Marco Luzzago – włoski lekarz i przedsiębiorca, Wielki Komandor Zakonu Maltańskiego (2019–2022) i Tymczasowy Namiestnik Zakonu Maltańskiego (2020–2022)[223]
  - Wojciech Radtke – polski gitarzysta bluesowy[224]
  - Erasmus Schöfer – niemiecki pisarz[225]
  - Raivo Trass – estoński aktor i reżyser[226]
  - Tomasz Wierzba – polski lekarz fizjolog, dr hab.[227]
  - Karol Maria Wirtemberski – głowa rodziny królewskiej Wirtembergów, pretendent do tronu Wirtembergii (od 1975)[228]
- 6 czerwca
  - Gianni Clerici – włoski komentator sportowy, pisarz i tenisista[229]
  - Zeta Emilianidu – cypryjska prawnik i polityk, minister pracy i polityki socjalnej (2013–2022)[230]
  - Józef Gawrych – polski wibrafonista i perkusjonista jazzowy, muzyk sesyjny[231]
  - Orlando Jorge Mera – dominikański polityk i prawnik, minister środowiska (2020–2022)[232]
  - Walerij Riumin – rosyjski kosmonauta i inżynier, Lotnik Kosmonauta ZSRR[233]
  - Michele Scandiffio – włoski duchowny rzymskokatolicki, biskup Acerenza (1988–2005)[234]
  - James Seals – amerykański muzyk, członek zespołu Seals and Crofts[235]
  - Anna Maria Tatò – włoska reżyserka filmowa[236]
  - Yves-Marie Vérove – francuski koszykarz i trener[237]
  - Jacques Villeglé – francuski artysta wizualny, związany m.in. z nowym realizmem[238]
- 5 czerwca
  - Rubens Caribé – brazylijski aktor[239]
  - Gligorije Gogovski – jugosłowiański polityk i inżynier, przewodniczący Rady Wykonawczej (premier) Socjalistycznej Republiki Macedonii (1986–1991)[240]
  - Stanley Goreraza – zimbabwejski wojskowy i dyplomata, pierwszy mąż Grace Mugabe[241]
  - Eugen Mamot – mołdawski kompozytor[242]
  - Garnik Mehrabian – irański piłkarz i trener[243]
  - Aleksandr Nikitin – rosyjski szachista i trener[244]
  - Christopher Pratt – kanadyjski malarz, projektant flagi Nowej Fundlandii i Labradoru[245]
  - Thubten Samphel – tybetański pisarz i dziennikarz, rzecznik prasowy Centralnego Rządu Tybetańskiego[246]
  - Alec John Such – amerykański basista, wokalista, członek zespołu Bon Jovi[247]
  - Roger Swinfen Eady – brytyjski polityk i arystokrata, członek Izby Lordów[248]
- 4 czerwca
  - John Cooksey – amerykański polityk i lekarz okulista, członek Izby Reprezentantów (1997–2003)[249]
  - Przemysław Frankowski – polski dziennikarz muzyczny, autor tekstów piosenek i wokalista, członek zespołu Basstion[250]
  - Frank Hoffmann – austriacki aktor[251]
  - Hajime Ishii – japoński polityk, deputowany, minister spraw wewnętrznych (1994)[252]
  - Dmitrij Kowtun – rosyjski przedsiębiorca i funkcjonariusz KGB, domniemany zabójca Aleksandra Litwinienki[253]
  - George Lamming – barbadoski pisarz i poeta[254]
  - György Moldova – węgierski pisarz[255]
  - Donald Pelletier – amerykański duchowny rzymskokatolicki posługujący na Madagaskarze, biskup Morondava (2000–2010)[256]
  - Werner Rzeźnikowski – polski działacz harcerski, Honorowy Obywatel Miasta Kościerzyny[257][258]
  - Goran Sankovič – słoweński piłkarz[259]
  - Neila Tavares – brazylijska aktorka i prezenterka telewizyjna[260]
  - Bolesław Tejkowski – polski polityk nacjonalistyczny i komunistyczny, inżynier, socjolog, przewodniczący Polskiej Wspólnoty Narodowej (1990–2022)[261]
  - Danuta Zgryźniak – polska piłkarka[262]
- 3 czerwca
  - Piergiorgio Bressani – włoski polityk, deputowany, sekretarz Rady Ministrów (1979–1981)[263]
  - Frank Clarke – angielski piłkarz[264]
  - Ann Turner Cook – amerykańska nauczycielka i pisarka, znana jako dziecko z logo Gerber[265]
  - Liliana De Curtis – włoska aktorka i pisarka[266]
  - Sophie Freud – amerykańska psycholog, wnuczka Sigmunda Freuda[267]
  - Raffaele Ganci – włoski mafioso[268]
  - Predrag Jeremić – serbski pisarz i dziennikarz[269]
  - Ken Kelly – amerykański artysta, projektant okładek albumów i książek fantasy[270]
  - Krzysztof Kubański – polski działacz kulturalny, organizator festiwali[271]
  - Grachan Moncur – amerykański puzonista, kompozytor jazzowy[272]
  - John Porter – amerykański polityk, członek Izby Reprezentantów (1980–2003)[273]
  - Dorothy E. Smith – kanadyjska socjolog i badaczka feminizmu[274]
  - Łukasz Stepaniuk – polski dziennikarz, muzyk oraz działacz kulturalny i społeczny[275][276][277]
  - Adam Wolańczyk – polski aktor[278]
- 2 czerwca
  - Mirosława Błaszczak-Wacławik – polska historyk filozofii, działaczka opozycyjna w PRL[279]
  - Kai Bumann – niemiecki dyrygent i pedagog, dyrektor artystyczny Filharmonii Bałtyckiej (2008–2012)[280][281]
  - Andriej Gaponow-Griechow – rosyjski fizyk[282]
  - Marta Lafuente – paragwajska psycholog, minister edukacji (2013–2016)[283]
  - José Luccioni – francuski aktor[284]
  - Gracia Montes – hiszpańska piosenkarka[285]
  - Berislav Rubčić – chorwacki fotografik[286]
  - Bhajan Sopori – indyjski instrumentalista grający na santurze[287]
  - Andrzej Tomecki – polski aktor[288]
  - Barbara Turska – polska specjalistka w zakresie rytmiki, wykładowca akademicki[289]
  - Uri Zohar – izraelski rabin i reżyser filmowy[290]
- 1 czerwca
  - Marion Barber III – amerykański futbolista[291]
  - Gerard Brennan – australijski prawnik, przewodniczący Sądu Najwyższego (1995–1998)[292]
  - Ilia Eloszwili – gruziński polityk i menedżer, minister energii (2016, 2017)[293]
  - Genadiusz – grecki duchowny prawosławny, biskup, metropolita Sasimy[294]
  - Jean Leques – francuski polityk związany z terytorium zamorskim Nowej Kaledonii, przewodniczący rządu Nowej Kaledonii (1999–2001)[295]
  - Jaroslav Marčík – czeski piłkarz[296]
  - Paulo Antonino Mascarenhas Roxo – brazylijski duchowny rzymskokatolicki, biskup Mogi das Cruzes (1989–2004)[297]
  - Gilberto Rodríguez Orejuela – kolumbijski przestępca, jeden z liderów kartelu z Cali[298]
  - Barry Sussman – amerykański dziennikarz znany z nadzorowania dziennikarskiego śledztwa w sprawie Afery Watergate[299]
  - István Szőke – węgierski piłkarz[300]
  - Tadeusz Tomasiński – polski duchowny rzymskokatolicki, pallotyn, działacz polonijny, uczestnik powstania warszawskiego[301]
  - Joseph Zoderer – włoski pisarz pochodzenia niemieckiego[302]

- data dzienna nieznana
  - Ryszard Hubert Adrjański – polski artysta śpiewak operetkowy i estradowy[303]
  - Władimir Andanow – rosyjski żołnierz i najemnik, uczestnik wojny w Syrii oraz wojny rosyjsko-ukraińskiej, oskarżany o zbrodnie wojenne (rozstrzeliwanie jeńców)[304]
  - Roman Kutuzow – rosyjski generał major, uczestnik inwazji na Ukrainę[305]
  - Maria Matuszewska – polska psycholog, pionierka ruchu Anonimowych Alkoholików w Polsce[306]
  - Kazimierz Molek – polski działacxz partyjny i przedsiębiorca, wiceminister kultury i sztuki (1986–1990)[307]
  - Dom Phillips – brytyjski dziennikarz i pisarz[308]
  - Karol Praski – polski samorządowiec, burmistrz Piławy Górnej (1990–1998)[309]
  - Technoblade – amerykańska osobowość internetowa[310]